# 李一珪
李 一珪（イ・イルギュ、1920年12月16日 - 2007年12月2日）は、大韓民国の第10代大法院長。本貫は韓山李氏。

## 概要
1943年9月、関西大学専門部第二部法科を卒業後、関西大学法文学部に進学するも同年11月学徒出陣し、高射砲陣地で終戦を迎えた。1948年第2回朝鮮弁護士試験に合格し、大邱地方法院（地方裁判所）、光州高等法院（高等裁判所）などで裁判官を歴任。1975年の人民革命党事件裁判では、大法院判事として被告人の死刑判決決定に際し唯一の少数意見を表明した。1988年には第10代大法院長（日本の最高裁長官に相当）に任命された。